# 石信
石信（494年—561年7月18日），字敬仁，乐陵郡厌次县（今山东省惠民县）人，北魏、东魏、北齐官员。

## 生平
普泰元年（531年）二月，高欢在信都起兵反对尔朱氏，任命石信为伏波将军、虎贲中郎将、子都督。石信升任前将军、灌津县县令，加号安东将军、银青光禄大夫、太原郡郡丞，补任账内正都督，又出任代郡太守，代理夏州刺史。石信改任使持节、豳州诸军事、征东将军、豳州刺史，封白马县开国伯，又出任使持节、宁州诸军事、征东将军、宁州刺史，获特优升二阶，出任车骑将军，进爵平舒县开国侯，增加食邑二百户，高欢因此自己封邑渤海郡内食邑减少二百户。石信又出任骠骑大将军，封平舒县开国公，增加食邑三百户，出任使持节、秦州诸军事、骠骑大将军、秦州刺史、领民都督，转任三泉领民都督、骠骑大将军、仪同三司，很快出任马邑总绾领民都督。石信很快被征召出任右卫将军、右箱都督，再度代理济州刺史，又改任定州刺史，很快转任郑州刺史，封南乡县开国子、陈留郡开国公。皇建二年六月廿一日（561年7月18日），石信在郑州官府内去世，虚岁六十八，朝廷策赠开府仪同三司、使持节、都督恒灵赵三州诸军事、骠骑大将军、赵州刺史、中书监，大宁元年十一月十九日（561年12月11日）葬于邺城西十里漳河以北。